# Iso Kuolpajärvi
Iso Kuolpajärvi är en sjö i Gällivare kommun i Lappland och ingår i Råneälvens huvudavrinningsområde. Sjön har en area på 1,08 kvadratkilometer och ligger 431 meter över havet. Iso Kuolpajärvi ligger i Råneälven Natura 2000-område. Sjön avvattnas av vattendraget Iso Kuolpajoki.

## Delavrinningsområde
Iso Kuolpajärvi ingår i det delavrinningsområde (744404-170895) som SMHI kallar för Utloppet av Iso Kuolpajärvi. Medelhöjden är 467 meter över havet och ytan är 9,7 kvadratkilometer. Det finns inga avrinningsområden uppströms utan avrinningsområdet är högsta punkten. Iso Kuolpajoki som avvattnar avrinningsområdet har biflödesordning 2, vilket innebär att vattnet flödar genom totalt 2 vattendrag innan det når havet efter 211 kilometer. Avrinningsområdet består mestadels av skog (88 procent). Avrinningsområdet har 1,08 kvadratkilometer vattenytor vilket ger det en sjöprocent på 11,1 procent.